# Enrico di Uppsala
Enrico di Uppsala (Henry) (Inghilterra, XI secolo o agli inizi del XII secolo – Köyliö, 20 gennaio 1156) è stato un vescovo cattolico britannico, venerato come santo dalla Chiesa cattolica e ricordato dalle altre Chiese come evangelizzatore della Finlandia.

## Biografia
Si trasferì in Finlandia dall'Inghilterra e nel 1152 divenne vescovo di Uppsala. Secondo la tradizione accompagnò Erik IX di Svezia nel 1155 nella crociata contro i Finni, tra cui fece opera di proselitismo. 
Le note biografiche su Enrico, conosciuto anche come Enrico di Finlandia, sono piuttosto incomplete: era inglese di nascita e potrebbe essere appartenuto alla famiglia del cardinale Niccolò Breakspear, il quale fu, con il nome di Adriano IV, l'unico papa inglese (1154-1159). Nel 1151 Niccolò era stato inviato come legato pontificio in Scandinavia, con l'incarico di riorganizzare le Chiese di Norvegia e Svezia e correggere vari abusi; l'anno dopo consacrò Enrico, che lo aveva accompagnato, vescovo di Uppsala in Svezia. In quell'epoca i pagani finni stavano intraprendendo una serie di incursioni in Svezia, le quali provocarono la spedizione punitiva di Erik re di Svezia (18 maggio), onorata con il nome di "crociata" e a cui prese parte anche Enrico. Eric offrì ai finni la pace in cambio della loro conversione al cristianesimo, ma essi rifiutarono; la grande battaglia che ne seguì fu vinta dagli svedesi. Eric ritornò in Svezia dopo aver realizzato un'unione tra i due paesi che sarebbe durata fino al XIV secolo, mentre Enrico rimase là per battezzare parte dei finni sconfitti, costretti a riconoscere il cristianesimo come la religione più "potente", e per l'opera missionaria che aveva come base una chiesa edificata a Nousis.
Alcuni anni dopo avrebbe subito una morte violenta per mano di un contadino Lalli, un firmo convertito, che era stato scomunicato da Enrico per aver ucciso un soldato svedese, si era appostato, pieno d'ira, in attesa di Enrico: lo uccise con un'ascia. La tradizione colloca questo avvenimento sull'isola di Kirkkossaari, nel lago Klujo, anche se esistono racconti diversi sulla sua morte.

## Culto
Enrico fu sepolto a Nousis e ben presto si diffusero resoconti di miracoli verificatisi sulla sua tomba. La tradizione secondo la quale sarebbe stato papa Adriano IV stesso a canonizzarlo è priva di fondamento. Non ha mai subito un processo di canonizzazione, fu sempre venerato come santo per volontà popolare. Il Martirologio Romano lo ricorda il 20 gennaio. In Finlandia, sant’Enrico, vescovo e martire, che ebbe l’incarico di reggere la Chiesa di Uppsala, adoperandosi con grande zelo nell’evangelizzazione dei Finni; fu, infine, crudelmente trucidato da un omicida, che egli aveva cercato di correggere secondo la disciplina ecclesiastica. Venne riconosciuto come santo patrono di Finlandia.
Nel 1296, secondo una lettera di indulgenza di Bonifacio VIII, gli venne dedicata la cattedrale di Abo (ora Turku, una città portuale della Finlandia sud occidentale) dove nel 1300 furono traslate le sue reliquie. Veniva spesso rappresentato in affreschi delle chiese medievali finlandesi, dove a volte figurava nell'atto di calpestare il suo assassino. E anche il soggetto di una particolare targa commemorativa in magnifico ottone, collocata al disopra della sua tomba originaria a Nousis e giunta fino a noi. Fabbricata nelle Fiandre nel 1370, è composta da un pannello centrale e da dodici lastre sussidiarie, che descrivono con tratti vivi la sua vita e i suoi miracoli. Enrico venne anche annoverato tra i martiri inglesi dal Collegio inglese di Roma, dove appare anche nei dipinti del XVI secolo che raffigurano i santi e i martiri inglesi. Nella cattedrale di Uppsala vi è ancora un ciclo di affreschi medievali riguardanti la sua vita. Nel 1720 i russi rimossero le sue reliquie da Abo. Il suo culto si diffuse in Svezia e Norvegia e a lui fu dedicata almeno una cappella inglese.
In Scandinavia è commemorato il 19 gennaio, ad eccezione della Finlandia dove è festeggiato il 20 gennaio e il 18 giugno.  La Finlandia celebra la festa della traslazione delle sue reliquie il 18 giugno e precedentemente commemorava la sua festività il 20 gennaio, mentre ora generalmente si accetta la data svedese del 19 gennaio.

## Genealogia episcopale
La genealogia episcopale è:
- Papa Adriano IV
- Vescovo Enrico di Uppsala